# Primera División de Fútbol Profesional 2023-2024
La Primera División de Fútbol Profesional 2023-2024, nota anche come Liga INDES 2023-2024 per ragioni di sponsorizzazione, è stata la 25ª stagione (con 48ª e 49ª edizione del torneo) della massima serie del campionato di calcio salvadoregno. Il campionato è iniziato il 12 agosto 2023 e si è concluso il 26 maggio 2024.
La stagione è stata divisa in due tornei separati, l'Apertura 2023 e il Clausura 2024, con lo stesso formato e le stesse squadre partecipanti, che han decretato due campioni nazionali.

## Stagione

### Novità
Dall'edizione precedente del campionato è retrocesso il Chalatenango, mentre dalla Segunda División è stato promosso il Fuerte San Francisco, primo classificato dell'edizione 2022-2023.
In aggiunta, il 26 luglio 2023 il Municipal Limeño ha acquisito lo slot della Primera Division dell'Atlético Marte.

### Formula
Le 12 squadre partecipanti in ogni periodo giocano un girone all'italiana con partite di andata e ritorno, per un totale di 22 giornate per periodo. Al termine della stagione regolare, le prime 8 classificate si qualificano per i play-off, che prevedono tre turni ad eliminazione diretta di andata e ritorno per il titolo del periodo.
I campioni dei due periodi si qualificano per la CONCACAF Central American Cup insieme con la squadra non campione del periodo con il miglior piazzamento nella classifica aggregata dei due periodi.

## Squadre partecipanti
| Club                 | Città                | Stagione precedente          |
| -------------------- | -------------------- | ---------------------------- |
| Águila               | San Miguel           | Semifinali di Apertura       |
| Alianza              | San Salvador         | Quarti di finale di Apertura |
| Dragón               | Chapeltique          | Quarti di finale di Apertura |
| FAS                  | Santa Ana            | Campione di Apertura         |
| Luis Ángel Firpo     | Usulután             | 6º nel girone A di Apertura  |
| Fuerte San Francisco | San Francisco Gotera | Segunda División             |
| Isidro Metapán       | Metapán              | Quarti di finale di Apertura |
| Jocoro               | Jocoro               | Finalista di Apertura        |
| Municipal Limeño     | Santa Rosa de Lima   | Segunda División             |
| Once Deportivo       | Ahuachapán           | 6º nel girone B di Apertura  |
| Platense Municipal   | Zacatecoluca         | Semifinali di Apertura       |
| Santa Tecla          | Santa Tecla          | 5º nel girone B di Apertura  |

## Apertura

### Stagione regolare
|  | Pos. | Squadra              | Pt | G  | V  | N  | P  | GF | GS | DR  |
|  | ---- | -------------------- | -- | -- | -- | -- | -- | -- | -- | --- |
|  | 1.   | Águila               | 44 | 22 | 13 | 5  | 4  | 39 | 22 | +17 |
|  | 2.   | FAS                  | 42 | 22 | 12 | 6  | 4  | 36 | 23 | +13 |
|  | 3.   | Luis Ángel Firpo     | 37 | 22 | 10 | 7  | 5  | 36 | 26 | +10 |
|  | 4.   | Fuerte San Francisco | 34 | 22 | 10 | 4  | 8  | 27 | 24 | +3  |
|  | 5.   | Alianza              | 32 | 22 | 7  | 11 | 4  | 28 | 20 | +8  |
|  | 6.   | Jocoro               | 32 | 22 | 9  | 5  | 8  | 29 | 28 | +1  |
|  | 7.   | Dragón               | 30 | 22 | 8  | 6  | 8  | 40 | 39 | +1  |
|  | 8.   | Isidro Metapán       | 29 | 22 | 7  | 8  | 7  | 30 | 28 | +2  |
|  | 9.   | Municipal Limeño     | 28 | 22 | 8  | 4  | 10 | 29 | 33 | -4  |
|  | 10.  | Once Deportivo       | 27 | 22 | 7  | 6  | 9  | 26 | 30 | -4  |
|  | 11.  | Platense Municipal   | 12 | 22 | 2  | 6  | 14 | 19 | 44 | -25 |
|  | 12.  | Santa Tecla          | 11 | 22 | 1  | 8  | 13 | 20 | 42 | -22 |

Legenda:
      Qualificata ai play-off.

### Play-off
|  | Quarti di finale | Quarti di finale     | Quarti di finale | Quarti di finale | Quarti di finale |  |  | Semifinali | Semifinali | Semifinali | Semifinali | Semifinali |  |  | Finale | Finale | Finale |  |
|  |                  |                      |                  |                  |                  |  |  |            |            |            |            |            |  |  |        |        |        |  |
|  | 1                | Águila               | 0                | 1                | 1                |  |  |            |            |            |            |            |  |  |        |        |        |  |
|  | 8                | Isidro Metapán       | 0                | 0                | 0                |  |  | Águila     | Águila     | 1          | 2          | 3          |  |  |        |        |        |  |
|  | 4                | Fuerte San Francisco | 0                | 1                | 1                |  |  | Alianza    | Alianza    | 1          | 1          | 2          |  |  |        |        |        |  |
|  | 5                | Alianza              | 4                | 1                | 5                |  |  |            |            |            |            |            |  |  | Águila | Águila | 3      |  |
|  | 3                | Luis Ángel Firpo     | 0                | 1                | 1                |  |  |            |            | Jocoro     | Jocoro     | 0          |  |  |        |        |        |  |
|  | 6                | Jocoro               | 1                | 1                | 2                |  |  | Dragón     | Dragón     | 1          | 1          | 2          |  |  |        |        |        |  |
|  | 2                | FAS                  | 1                | 0                | 1                |  |  | Jocoro     | Jocoro     | 3          | 3          | 6          |  |  |        |        |        |  |
|  | 7                | Dragón               | 1                | 1                | 2                |  |  |            |            |            |            |            |  |  |        |        |        |  |

#### Quarti di finale
| Squadra 1            | Totale | Squadra 2      | Andata | Ritorno |
| -------------------- | ------ | -------------- | ------ | ------- |
| Águila               | 1 - 0  | Isidro Metapán | 0 - 0  | 1 - 0   |
| FAS                  | 1 - 2  | Dragón         | 1 - 1  | 0 - 1   |
| Luis Ángel Firpo     | 1 - 2  | Jocoro         | 0 - 1  | 1 - 1   |
| Fuerte San Francisco | 1 - 5  | Alianza        | 0 - 4  | 1 - 1   |

#### Semifinali
| Squadra 1 | Totale | Squadra 2 | Andata | Ritorno |
| --------- | ------ | --------- | ------ | ------- |
| Águila    | 3 - 2  | Alianza   | 1 - 1  | 2 - 1   |
| Dragón    | 2 - 6  | Jocoro    | 1 - 3  | 1 - 3   |

#### Finale
| Squadra 1 | Risultato | Squadra 2 |
| --------- | --------- | --------- |
| Águila    | 3 - 0     | Jocoro    |

## Clausura
|  | Pos. | Squadra              | Pt | G  | V  | N | P  | GF | GS | DR  |
|  | ---- | -------------------- | -- | -- | -- | - | -- | -- | -- | --- |
|  | 1.   | Alianza              | 45 | 22 | 13 | 6 | 3  | 39 | 13 | +26 |
|  | 2.   | Luis Ángel Firpo     | 42 | 22 | 13 | 3 | 6  | 47 | 30 | +17 |
|  | 3.   | Municipal Limeño     | 39 | 22 | 12 | 3 | 7  | 33 | 25 | +8  |
|  | 4.   | Águila               | 38 | 22 | 10 | 8 | 4  | 29 | 18 | +11 |
|  | 5.   | FAS                  | 32 | 22 | 8  | 8 | 6  | 26 | 24 | +2  |
|  | 6.   | Platense Municipal   | 32 | 22 | 9  | 5 | 8  | 26 | 29 | -3  |
|  | 7.   | Isidro Metapán       | 31 | 22 | 9  | 4 | 9  | 24 | 22 | +2  |
|  | 8.   | Once Deportivo       | 31 | 22 | 8  | 7 | 7  | 22 | 24 | -2  |
|  | 9.   | Dragón               | 30 | 22 | 9  | 3 | 10 | 27 | 33 | -6  |
|  | 10.  | Santa Tecla          | 20 | 22 | 5  | 5 | 12 | 26 | 39 | -13 |
|  | 11.  | Fuerte San Francisco | 17 | 22 | 4  | 5 | 13 | 19 | 30 | -11 |
|  | 12.  | Jocoro               | 9  | 22 | 2  | 3 | 17 | 13 | 44 | -31 |

Legenda:
      Qualificata ai play-off.

### Play-off
|  | Quarti di finale | Quarti di finale   | Quarti di finale | Quarti di finale | Quarti di finale |  |  | Semifinali       | Semifinali       | Semifinali       | Semifinali       | Semifinali |  |  | Finale  | Finale  | Finale |  |
|  |                  |                    |                  |                  |                  |  |  |                  |                  |                  |                  |            |  |  |         |         |        |  |
|  | 8                | Once Deportivo     | 1                | 0                | 1                |  |  |                  |                  |                  |                  |            |  |  |         |         |        |  |
|  | 1                | Alianza            | 1                | 2                | 3                |  |  | Alianza          | Alianza          | 1                | 2                | 3          |  |  |         |         |        |  |
|  | 4                | Águila             | 1                | 3                | 4                |  |  | FAS              | FAS              | 1                | 1                | 2          |  |  |         |         |        |  |
|  | 5                | FAS                | 3                | 1                | 4                |  |  |                  |                  |                  |                  |            |  |  | Alianza | Alianza | 5      |  |
|  | 3                | Municipal Limeño   | 3                | 0                | 3                |  |  |                  |                  | Municipal Limeño | Municipal Limeño | 0          |  |  |         |         |        |  |
|  | 6                | Platense Municipal | 0                | 2                | 2                |  |  | Municipal Limeño | Municipal Limeño | 2                | 0                | 2          |  |  |         |         |        |  |
|  | 7                | Isidro Metapán     | 2                | 0                | 2                |  |  | Isidro Metapán   | Isidro Metapán   | 0                | 1                | 1          |  |  |         |         |        |  |
|  | 2                | Luis Ángel Firpo   | 0                | 1                | 1                |  |  |                  |                  |                  |                  |            |  |  |         |         |        |  |

#### Quarti di finale
| Squadra 1          | Totale | Squadra 2        | Andata | Ritorno |
| ------------------ | ------ | ---------------- | ------ | ------- |
| Isidro Metapán     | 2 - 1  | Luis Ángel Firpo | 2 - 0  | 0 - 1   |
| Once Deportivo     | 1 - 3  | Alianza          | 1 - 1  | 0 - 2   |
| Platense Municipal | 2 - 3  | Municipal Limeño | 0 - 3  | 2 - 0   |
| FAS                | 4 - 4  | Águila           | 3 - 1  | 1 - 3   |

#### Semifinali
| Squadra 1        | Totale | Squadra 2      | Andata | Ritorno |
| ---------------- | ------ | -------------- | ------ | ------- |
| Alianza          | 3 - 2  | FAS            | 1 - 1  | 2 - 1   |
| Municipal Limeño | 2 - 1  | Isidro Metapán | 2 - 0  | 0 - 1   |

#### Finale
| Squadra 1 | Risultato | Squadra 2        |
| --------- | --------- | ---------------- |
| Alianza   | 5 - 0     | Municipal Limeño |